# McIntosh (Alabama)
McIntosh – miasto w Stanach Zjednoczonych, w stanie Alabama, w hrabstwie Washington. W roku 2023 miasto zamieszkiwało 197 osób, a gęstość zaludnienia wynosiła 75,8 osoby/km².